# Aristida purpurea

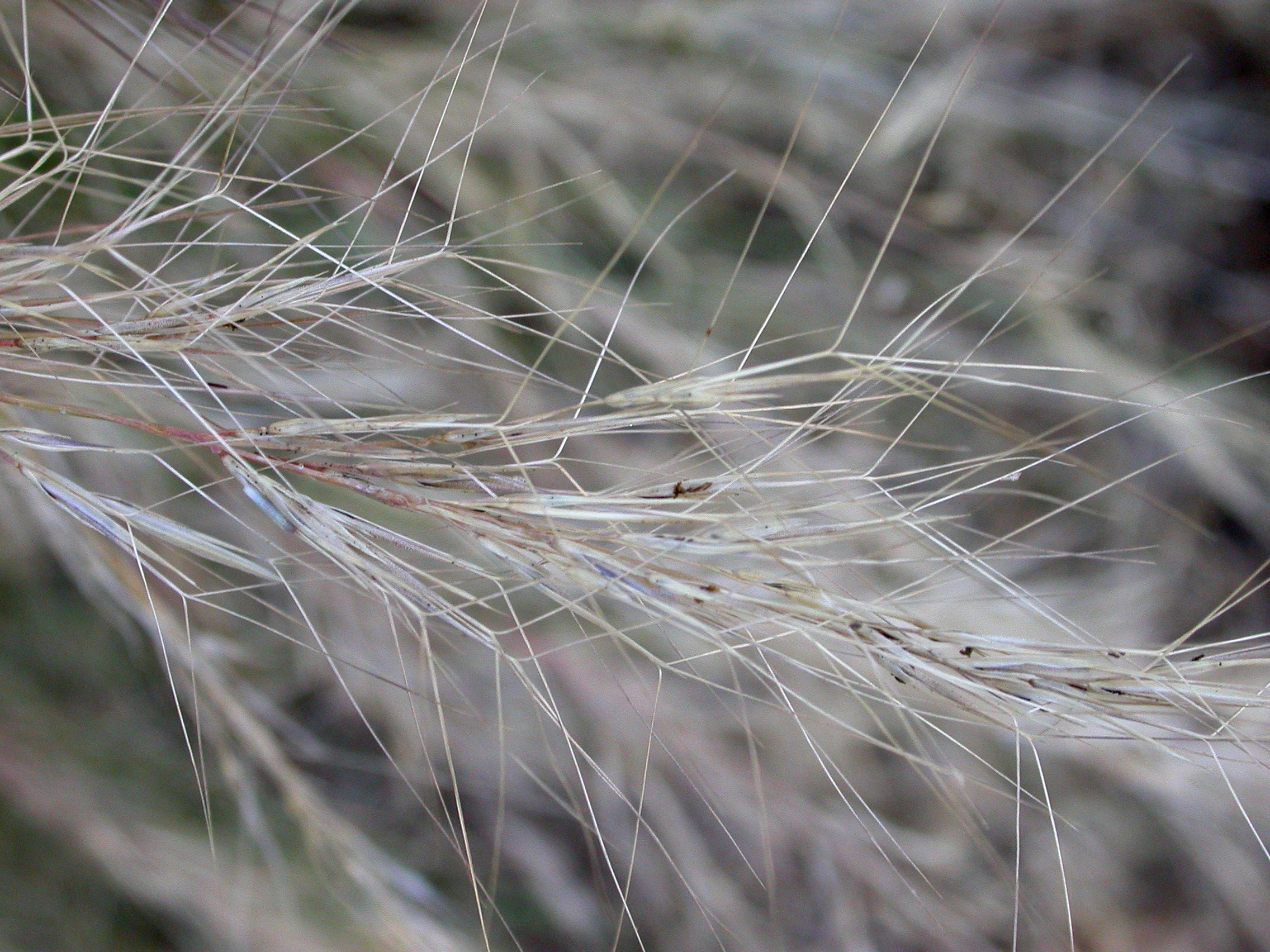
Espiguillas mostrando las tres aristas

Aristida purpurea es una especie de gramínea perteneciente a la familia de las  poáceas. Es originaria de Norteamérica. Esta hierba tiene una distribución bastante amplia y se puede encontrar en todo el oeste y dos tercios de los Estados Unidos, gran parte del sur de Canadá y partes del norte de México. Es más abundante en las llanuras.

## Descripción
Esta es una planta perenne que forma manojos de hierba, con un crecimiento erecto que alcanza un tamaño de 1 a 3 metros de altura, y las glumas a menudo asumen un color marrón claro a rojo-púrpura. Hay varias variedades con la superposición de rangos geográficos. No se considera que sea un buen pasto para el ganado debido a que las aristas son afiladas y el contenido de proteína de la hierba es bajo.

## Taxonomía
Aristida purpurea fue descrita por Thomas Nuttall y publicado en Transactions of the American Philosophical Society, new series, 5(6[1]): 145. 1837[1835].
Etimología
El nombre del género proviene del latín Arista o del griego Aristos (cerdas, o aristas del maíz). 
purpurea: epíteto latino que significa "de color púrpura".
Sinonimia
- Aristida aequiramea Scheele
- Aristida berlandieri (Trin. & Rupr.) Hitchc.
- Aristida breviseta Buckley
- Aristida brownii Warnock
- Aristida eggersii Hitchc.
- Aristida fasciculata var. californica (Vasey) Dewey
- Aristida fasciculata var. hookeri (Trin. & Rupr.) Dewey
- Aristida fasciculata var. micrantha (Vasey) Dewey
- Aristida filipendula Buckley
- Aristida longiseta var. hookeri (Trin. & Rupr.) Merr.
- Aristida micrantha (Vasey) Nash
- Aristida roemeriana Scheele[4]